# NGC 263
NGC 263 è una galassia a spirale piuttosto allungata situata nella costellazione della Balena.

## Descrizione
La galassia presenta una larga riga a 21 cm dell'idrogeno neutro.

## Scoperta
NGC 263 è stata scoperta nel 1886 dall'astronomo americano Francis Leavenworth.